# ニューサウスウェールズ・ブルース
ニューサウスウェールズ・ブルース（New South Wales Blues）は、オーストラリアのシドニーのクリケットチーム。1856年設立。ホームグラウンドはシドニー・クリケット・グラウンド。

## 成績
- シェフィールド・シールド優勝: 45

1895–96, 1896–97, 1899–00, 1901–02, 1902–03, 1903–04, 1904–05, 1905–06, 1906–07, 1908–09, 1910–11, 1911–12, 1913–14, 1919–20, 1920–21, 1922–23, 1925–26, 1928–29, 1931–32, 1932–33, 1937–38, 1939–40, 1948–49, 1949–50, 1951–52, 1953–54, 1954–55, 1955–56, 1956–57, 1957–58, 1958–59, 1959–60, 1960–61, 1961–62, 1964–65, 1965–66, 1982–83, 1984–85, 1985–86, 1989–90, 1992–93, 1993–94, 2002–03, 2004–05, 2007–08
- ワン・デイ・カップ優勝: 9

1984–85, 1987–88, 1991–92, 1992–93, 1993–94, 2000–01, 2001–02, 2002–03, 2005–06
- ビッグ・バッシュ・リーグ優勝: 1

2008–09
- チャンピオンズリーグ・トゥエンティ20優勝: 1

2009